# Jack Jackson Jr.
Jack C. Jackson Jr. (Navajo) là một luật sư và chính khách người Mỹ từ Arizona. Một đảng viên Dân chủ, ông phục vụ tại Thượng viện Arizona, đại diện cho quận 2 của bang ở phía bắc Arizona từ năm 2011 đến tháng 7 năm 2013 khi ông rời khỏi một cuộc hẹn với Bộ Ngoại giao Hoa Kỳ. Ông là cựu thành viên của Hạ viện Arizona, đã phục vụ từ tháng 1 năm 2003 đến tháng 1 năm 2005.
Cha của ông, Jack C. Jackson Sr., phục vụ tại Nhà Arizona cho đến năm 2004, và họ là cha và con trai đầu tiên phục vụ cùng nhau trong cơ quan lập pháp tiểu bang. Năm 2004, Jackson Jr. đã từ chối tìm kiếm một nhiệm kỳ thứ hai của Nhà.

## Tuổi thơ và giáo dục
Jack C. Jackson Jr. được sinh ra trên Quốc gia Navajo, từ gia tộc Tó'áhaní (Gần nước) của mẹ ông, và sinh ra cho gia tộc của cha mình, Jack Jackson Sr., thuộc gia tộc Kinyaa'áanii (Nhà tháp). Ông ngoại của ông đến từ gia tộc Tábaahá (Cạnh nước), và ông nội của anh ấy đến từ gia tộc Áshiihí (Muối). Cha ông có một sự nghiệp chính trị lâu dài, phục vụ trong cơ quan lập pháp Nhà nước từ năm 1985 đến năm 2004.
Jackson Jr. tốt nghiệp đại học, và theo học trường luật tại Đại học Syracuse ở New York, lấy bằng J.D. vào năm 1989. Háo hức theo đuổi sự nghiệp chính trị như cha mình đang làm, ông quyết định bắt đầu học ở Washington, D.C.

## Đời tư
Jackson xác định là đồng tính.
Vào ngày 11 tháng 10 năm 2008, tại Del Mar, CA, trước khi Dự luật 8 được thông qua, Jackson đã kết hôn với db Bailey trong một buổi lễ hoàng hôn (theo truyền thống của Dine) do Martha Brooks chủ trì có gia đình và bạn bè tham dự.